# Erik Hucko
Erik Hucko (født 13. oktober 1975) er en slovakisk håndboldspiller, der spiller for Team Tvis Holstebro i Håndboldligaen. Han kom til klubben fra Sandefjord i Norge.
Hucko er en fast del af det slovakiske håndboldlandshold.

## Eksterne links
- Spillerinfo Arkiveret 19. juli 2011 hos  Wayback Machine